# Орбет, Оскар Карлович
Оскар Карлович Орбет (11 апреля 1890—1963) — российский и советский военный деятель, полковник, участник Первой мировой войны, Гражданской войны в России и Великой Отечественной войны. Кавалер ордена Красного Знамени (1920).

## Биография

### Начальная биография
Немец. Родился 11 апреля 1890 года в г. Санкт-Петербурге. Из рабочих.
Окончил 1 класс Церковно-приходской школы в г.Санкт-Петербурге в 1902 г.
Сдал экстерном за 3 класса при Новгородской гимназии в 1916 г.

### В РИА
Призван в РИА. Окончил учебную команду при 85-м пехотном Выборгском
Его Императорского Королевского Величества Императора Германского Короля Прусского Вильгельма II полку в г. Новгороде. Последний чин в РИА — старший унтер-офицер.

### В РККА
В РККА с июля 1918 года
С июля 1918 года — Инструктор военной подготовки в пункте № 4 Петроградского района.
С октября 1918 года командир взвода 1-го Петроградского рабочего полка Петроградской дивизии.
С января 1919 года курсант 1-х Петроградских командных курсов. Член в ВКП(б) с 1919 г.
С июня 1919 года командир взвода, а с августа — командир роты, на 1-х Пехотных курсах в г. Петрограде.
С ноября 1919 года помощник комиссара в 1-й артиллерийской школе г. Петрограда.
С апреля 1920 года командир роты в 1-х ком. пехотных курсах г. Петрограда.
С июля 1920 года командир батальона на 1-х Петроградских командных курсах.
С декабря 1920 года помощник комиссара в Особой школе немецких красных командиров (г. Петроград)
С марта 1921 года командир полка, а с мая командир 4-й бригады курсантов (при подавлении Кронштадтского мятежа)
С июля 19121 года помощник начальника Интернациональной военной школы (г. Петроград)
С октября 1922 года комиссар Школы спорта РККА (г. Петроград)
За период Гражданской войны трижды ранен.

### После Гражданской войны
С января 1923 года после расформирования школы спорта РККА назначен преподавателем политграмоты на курсы действующих родов войск.
С мая 1924 года военком учебного дивизиона в Высшей кавшколе РККА (ЛенВО)
С ноября 1924 года политрук образцового эскадрона ККУКС (МВО)
С января 1925 года слушатель на повторных курсах отделения среднего начсостава при Объединенной интернациональной военной школе.
С сентября 1925 года заведующий обучающимися, а с февраля 1926 г.- зав. классами обществоведения в Объединенной интернациональной военной школе. (ЛВО)
С октября 1926 года слушатель Высших стрелково-тактических курсов усовершенствования комсостава РККА (Московский военный округ)
С июля 1927 года преподаватель тактики в Ленинградской военной школе связи.
С ноября 1927 года командир батальона — 12 отдельный экстерриториальный батальон 4 Башкирского территориального полка (ПриВО)
С октября 1930 года командир батальона в Ленинградской военной школе связи.
С февраля 1932 года преподаватель тактики в Военной теоретической школе ВВС РККА(ЛВО)
С августа 1932 года ответственный секретарь в парткомиссии в Военной теоретической школе летчиков ВВС РККА.
С апреля 1935 года состоял в распоряжении разведуправления РККА г. Москва (Московский военный округ)
С января 1936 года состоял в распоряжении 1 отд. разведуправления РККА (Московский военный округ)
В 1936 году окончил 1 курс вечерней Военной академи имени М. В. Фрунзе. Закончил школу РУ г. Москвы.
С июня 1938 года преподаватель в Орджоникидзенском краснознаённом военном училище.(СКВО)
23.2.1939 г. принял военную присягу. С 31.12.1939 года пом.командира батальона курсантов по тактической подготовке.
В УПК содержится следующая характеристика на Орбета О. К.:

«Должности старшего преподавателя тактики соответствует. Во время войны может быть использован командиром стрелкового полка. В партийном служебном отношении дисциплинирован. Выдержан, скромный товарищ, к работе относится добросовестно, выполняет её аккуратно. Предан делу большевистской партии Ленина-Сталина»— 
С 23.3.1940 года и.д. руководителя, а с 26.7.1940 г. руководитель тактики в Буйнакском пехотном училище. С 4.12.1940 г. начальник учебного отдела.
С 15.3. 1941 года начальник учебного отдела в Бакинском пехотном училище.

### В Великую Отечественную войну
С 19.9.1941 года руководитель тактики в Бакинском пехотном училище.
Начальник учебной части Кемеровского пехотного училища.
24.7.1942 года уволен в запас по ст.43 п. «а» (за невозможностью использования в связи с сокращением штатов или реорганизацией) (СИБВО)
В 1948 году находился на учете в Барзасском РВК Кемеровской области.
Умер в 1963 году.

## Награды
- Орден Красного Знамени(Приказ РВСР № 77 от 21 февраля 1920 года)[2][3]

- Орден Красного Знамени(Приказ РВС СССР № 817 от 23 марта 1933)[5][6]
- Медаль XX лет РККА (1938)
- Медаль «За победу над Германией в Великой Отечественной войне 1941—1945 гг.» (9 мая 1945[7])

## Память
- Его имя увековечено в Главном Храме Вооружённых сил России, и навсегда запечатлено на мемориале «Дорога Памяти».
- На могиле установлен надгробный памятник.